# Daffy Duck dorme qui
Daffy Duck dorme qui (Daffy Duck Slept Here) è un film del 1948 diretto da Robert McKimson. È un cortometraggio d'animazione della serie Merrie Melodies, uscito negli Stati Uniti il 6 marzo 1948.

## Trama
Porky Pig si trova in viaggio in una città, ma tutti gli hotel sono al completo. Riesce però per miracolo a rimediare una camera al trentesimo piano da condividere con qualcun altro. Giunto in stanza cerca di riposare, ma il suo compagno, Daffy Duck, vi torna ubriaco e sveglia ripetutamente Porky, infastidendolo.
Dopo esser stato svegliato per l'ennesima volta, Porky afferra Daffy, lo chiude in una federa e lo getta fuori dalla finestra. L'anatra, seppur acciaccata dalla caduta, torna subito dopo, intenzionata a vendicarsi: fa credere a Porky che sia sorto il sole e che dietro la finestra vi sia il treno su cui deve salire. Il maialino passa attraverso la finestra, ma inspiegabilmente vi compare una locomotiva, a bordo di cui un felicissimo Porky parte. Daffy, spaesato in un primo momento, esclama che avrebbe dovuto comprargli dei giornali da leggere in viaggio.

## Produzione
Il cortometraggio fu messo in produzione col titolo Room and Bored; quello definitivo è un gioco di parole sul titolo originale del film Mia moglie ha sempre ragione (1942), ovvero George Washington Slept Here. Mel Blanc registrò i dialoghi il 23 febbraio 1946. Sebbene siano accreditati come animatori solo Manny Gould, Charles McKimson e Izzy Ellis, ad essi si unirono anche Anatole Kirsanoff e Fred Abranz che animarono tra l'altro il primo minuto del film; i due tuttavia non vennero mai accreditati nel corso della loro carriera alla Warner. La colonna sonora fu registrata un anno dopo i dialoghi, il 1° marzo 1947. L'ASCAP approvò la traccia di accompagnamento pochi mesi dopo, il 3 giugno. Il copyright del film fu registrato il 27 dicembre 1947. Le ragioni del ritardo tra la produzione e il prodotto finito derivano dagli scioperi dei lavoratori e dalla carenza di materiali alla Technicolor, che influenzarono i programmi di distribuzione di tutti i principali studi cinematografici dopo la seconda guerra mondiale.

## Distribuzione

### Edizione italiana
Le prime due edizioni italiane del corto, doppiate a Milano, furono realizzate per la distribuzione in due VHS nel 1987 e nel 1989. Nel 1996, per la trasmissione televisiva, il film fu ridoppiato una terza volta dalla Angriservices Edizioni sotto la direzione di Renzo Stacchi. Non essendo stata registrata una colonna internazionale, in tutti e tre i casi fu sostituita la musica presente durante i dialoghi.

### Edizioni home video

#### VHS
America del Nord
- Daffy Duck Cartoon Festival Featuring "Ain't That Ducky" (1986)
- Just Plain Daffy (marzo 1989)
- Looney Tunes: The Collector's Edition - Daffy Doodles (febbraio 2000)

Italia
- Daffy Duck (1987)
- Daffy Duck a Hollywood (settembre 1989)

#### Laserdisc
- The Golden Age of Looney Tunes Vol. 2 (1º luglio 1992)

#### DVD
Il corto fu pubblicato in DVD-Video in America del Nord nel terzo disco della raccolta Looney Tunes Golden Collection: Volume 3 (intitolato Porky and the Pigs) distribuita il 25 ottobre 2005. In Italia fu invece inserito nel DVD Daffy Duck & Porky Pig: Volume 2 della collana Looney Tunes Collection, uscito il 18 maggio 2006. In Italia è stato incluso anche nel DVD Il tuo simpatico amico Porky Pig, uscito il 2 dicembre 2009, mentre in America del Nord nel DVD Daffy Duck della collana Stars of Space Jam, uscito il 9 ottobre 2018.